# Abierto Mexicano Pegaso 2003
Die Abierto Mexicano Telefonica Pegaso 2003 waren ein Tennisturnier der WTA Tour 2003 für Damen und ein Tennisturnier der ATP Tour 2003 für Herren in Acapulco und fanden zeitgleich vom 24. Februar bis zum 2. März 2003 statt.